# Elżbieta Bogusławska-Wąs
Elżbieta Renata Bogusławska-Wąs – polska inżynier, doktor habilitowany nauk rolniczych.

## Życiorys
W 1994 r. ukończyła studia z zakresu rybołówstwa w Akademii Rolniczej w Szczecinie, w 1999 r. obroniła pracę doktorską Analiza mikroflory wód i osadów dennych Zalewu Szczecińskiego w aspekcie występowania drożdży i grzybów drożdżopodobnych, której promotorem był prof. Waldemar Dąbrowski, w 2011 r. habilitowała się na podstawie pracy zatytułowanej Różnorodność społeczności drożdży w estuarium Odry i ich wpływ na rozwój ichtiofauny.
Pracuje w Zachodniopomorskim Uniwersytecie Technologicznym w Szczecinie.